# Šahinovići (Čelinac, BiH)
Šahinovići je naseljeno mjesto u sastavu općine Čelinac, Republika Srpska, BiH.

## Stanovništvo
| Šahinovići         |              |
| godina popisa      | 1991.        |
| Srbi               | 166 (97,65%) |
| Hrvati             | 0            |
| Muslimani          | 0            |
| Jugoslaveni        | 0            |
| ostali i nepoznato | 4 (2,35%)    |
| ukupno             | 170          |